# Сайра (риба)
Сайра (Cololabis) — рід риб родини макрелещукових (Scomberesocidae), поширений у східній та північній частинах Тихого океану. Назва походить від грецького kolos (короткий) і латинського labia (губи).

## Види
Відомо два види з цього роду:
- Cololabis adocetus J. E. Böhlke, 1951 — Сайра карликова
- Cololabis saira Brevoort, 1856 — Сайра тихоокеанська